# عمر آپولو
عمر اِپالو (انگلیسی: Omar Apollo؛ زادهٔ ۲۰ مهٔ ۱۹۹۷) خواننده-ترانه‌پرداز اهل ایالات متحده آمریکا است.